# Port lotniczy Murska Sobota
Port lotniczy Murska Sobota – port lotniczy położony zlokalizowany w miejscowości Murska Sobota (Słowenia). Obsługuje połączenia krajowe.